# Johannes Meier (Theologe)
Johannes Meier (* 31. Mai 1948 in Neubeckum) ist emeritierter Professor für Mittlere und Neuere Kirchengeschichte an der Johannes Gutenberg-Universität zu Mainz.

## Leben
Nach seinem Abitur in Warendorf 1966 studierte Meier von 1967 bis 1972 Katholische Theologie und historische Grundwissenschaften in Paderborn, Würzburg, Chur/Schweiz und Freiburg i.Br. Als Stipendiat der Studienstiftung des deutschen Volkes wurde er 1975 an der Julius-Maximilians-Universität Würzburg zum Dr. theol. promoviert. 1976 wurde er von Erzbischof Johannes Joachim Degenhardt in Paderborn zum Priester geweiht.
Nach Vikariaten in Bielefeld und Hagen/Westfalen ging er 1980 zu einem Aufbaustudium in Lateinamerikanischer Kirchengeschichte nach Mexiko-Stadt. 1982/83 folgten Archivforschungen in Sevilla/Spanien. Seit 1984 war er wissenschaftlicher Mitarbeiter am Lehrstuhl für Missionswissenschaft der Universität Würzburg, wo er sich 1989 habilitierte und die venia legendi für das Fach „Kirchengeschichte des Mittelalters und der Neuzeit“ erhielt. 1990 wurde er in Würzburg zum Privatdozenten ernannt und hatte einen Lehrauftrag an der Fakultät für Katholische Theologie der Universität Bamberg, 1991 eine Gastdozentur an der Faculdade de Teología „Nossa Senhora da Assunção“ in São Paulo/Brasilien inne.
1992 wurde Johannes Meier auf den Lehrstuhl für Kirchengeschichte des Mittelalters und der Neuzeit an der Ruhr-Universität Bochum berufen. 1996 erhielt er einen Ruf an die Eberhard-Karls-Universität Tübingen, den er ablehnte. 1997 nahm er einen Ruf an die Johannes Gutenberg-Universität Mainz an. Seine Hauptforschungsgebiete sind die Kirchengeschichte der frühen Neuzeit, die Geschichte der religiösen Orden, besonders der Prämonstratenser und der Jesuiten, die Außereuropäische Christentumsgeschichte, insbesondere die Kirchengeschichte Lateinamerikas, und die kirchliche Landesgeschichte Westfalens. Er hat bisher 40 Studien- und Forschungsreisen in fast alle Länder Lateinamerikas durchgeführt. Er war von 1996 bis 2006 beratendes Mitglied der Unterkommission für Lateinamerika der Deutschen Bischofskonferenz und von 2001 bis 2012 Sprecher des „Interdisziplinären Arbeitskreises Lateinamerika“ der Johannes Gutenberg-Universität Mainz. Er ist ordentliches Mitglied der Historischen Kommission für Westfalen (seit 1996) und gehört dem Präsidium der Arbeitsgemeinschaft „Praemonstratensia“ im deutschen Sprachraum (seit 2002) sowie dem Vorstand von „Jesuitica“ e. V., Verein zur Erforschung der Geschichte des Jesuitenordens, an. Er ist ordentliches Mitglied der Akademie der Wissenschaften und der Literatur Mainz (seit 2003) und Mitglied des Kuratoriums „Stipendienwerk Lateinamerika-Deutschland“ e. V., Tübingen/Osnabrück (seit 2004). Er gründete 1993/96 den „Freundeskreis Propstei Clarholz“ e. V., war dessen erster Vorsitzender (1996–2005) und fungiert seitdem als dessen wissenschaftlicher Beirat.

## Schriften (Auswahl)
- Der priesterliche Dienst nach Johannes Gropper (1503–1559). Der Beitrag eines deutschen Theologen zur Erneuerung des Priesterbildes im Rahmen eines vortridentinischen Reformkonzeptes für die kirchliche Praxis (Reformationsgeschichtliche Studien und Texte 113), Münster 1977.
- Clarholtensis Ecclesia. Forschungen zur Geschichte der Prämonstratenser in Clarholz und Lette (1133–1803) (Studien und Quellen zur westfälischen Geschichte 21), Bonifatius Verlag, Paderborn 1983, ISBN 3-87088-345-6.
- Zeuge einer befreienden Kirche: Bartolomé de Las Casas, Leutesdorf 1988.
- Die Anfänge der Kirche auf den Karibischen Inseln. Die Geschichte der Bistümer Santo Domingo, Concepción de la Vega, San Juan de Puerto Rico und Santiago de Cuba von ihrer Entstehung (1511/22) bis zur Mitte des 17. Jahrhunderts (Neue Zeitschrift für Missionswissenschaft, Supplementa XXXVIII), Immensee/Schweiz 1991.
- Das Bistum Essen. Christliches Leben an Lenne und Ruhr im Lauf von zwölf Jahrhunderten.
  - Heft 1: Von den ersten Glaubensboten bis zur großen Säkularisation (Strasbourg: Éditions du Signe 1998).
  - Heft 2: Vom Ende der Reichskirche bis zur Beilegung des Kulturkampfes (Ebd. 2001).
  - Heft 3: Von der ersten Sozialenzyklika „Rerum Novarum“ bis zum zweiten Millennium (Ebd. 2002).
- Die Armen zuerst! 12 Lebensbilder lateinamerikanischer Bischöfe. Unter Mitarbeit von Stefan Herbst, Mainz 1999.
- „...usque ad ultimum terrae“. Die Jesuiten und die transkontinentale Ausbreitung des Christentums 1540–1773: Studien zur Außereuropäischen Christentumsgeschichte (Asien, Afrika, Lateinamerika) / Studies in the History of Christianity in the Non-Western World, Bd. 3/Vol. 3, Göttingen 2000.
- mit Jochen Ossenbrink: Leben unter dem Krummstab. Die Kirchspiele Clarholz, Lette und Beelen im 18. Jahrhundert, Bielefeld 2003, ISBN 3-89534-503-2.
- Sendung – Eroberung – Begegnung. Franz Xaver, die Gesellschaft Jesu und die katholische Weltkirche im Zeitalter des Barock (Studien zur Außereuropäischen Christentumsgeschichte (Asien, Afrika, Lateinamerika) / Studies in the History of Christianity in the Non-Western World, Bd. 8/Vol. 8), Wiesbaden 2005.
- „Totus mundus nostra fit habitatio.“ Jesuiten aus dem deutschen Sprachraum in Portugiesisch- und Spanisch-Amerika (Akademie der Wissenschaften und der Literatur, Abhandlungen der Geistes- und Sozialwissenschaftlichen Klasse, Jahrgang 2007, Nr. 2), Mainz/Stuttgart 2007.
- mit Veit Straßner: Kirche und Katholizismus seit 1945, herausgegeben von Erwin Gatz, Band 6: Lateinamerika und Karibik, Paderborn/München/Wien/Zürich 2009.
- Klöster und Landschaft. Das kulturräumliche Erbe der Orden. Schriftenreihe des Westfälischen Heimatbundes, Münster 2010.
- Jesuiten aus Zentraleuropa in Portugiesisch- und Spanisch-Amerika. Ein bio-bibliographisches Handbuch mit einem Überblick über das außereuropäische Wirken der Gesellschaft Jesu in der frühen Neuzeit.
  - Band 1: Brasilien (1618–1760). Bearbeitet von Fernando Amado Aymoré, Münster 2005.
  - Band 2: Chile (1618–1771). Bearbeitet von Michael Müller, Münster 2011.
  - Band 3: Neugranada (1618–1771). Bearbeitet von Christoph Nebgen, Münster 2008.
  - Band 5: Peru (1617–1768). Bearbeitet von Uwe Glüsenkamp, Münster 2013.
- mit Giancarlo Collet: Geschichte der Sächsischen Franziskanerprovinz von der Gründung bis zum Anfang des 21. Jahrhunderts. Band 4: Missionen, Paderborn/München/Wien/Zürich 2013.
- Kirchenaufbau und Ordensleben, Seelsorge, Bildung und Frömmigkeit. Beiträge zur Geschichte des Christentums in Westfalen und benachbarten Landschaften, hg. von Christoph Nebgen und Ursula Olschewski (Westfalica Sacra Band 18), Münster 2018, ISBN 978-3-402-15497-7.
- Die Stimme erheben. Studien zur Kirchengeschichte Lateinamerikas und der Karibik, hg. von Anngret Langenhorst, Christoph Nebgen und Veit Straßner (Studien zur Außereuropäischen Christentumsgeschichte, Band 30), Wiesbaden 2018, ISBN 978-3-447-11037-2.
- Bis an die Ränder der Welt: Wege des Katholizismus im Zeitalter der Reformation und des Barock, Münster 2018, ISBN 978-3-402-13256-2.
- als Herausgeber: Die Zeit der Reformation aus anderem Blickwinkel. Eine lateinamerikanisch-ökumenische Perspektive. Wiesbaden 2021, ISBN 978-3-447-11600-8.
- Insgesamt über 200 wissenschaftliche Veröffentlichungen; Übersetzungen ins Spanische, Portugiesische, Englische, Italienische, Französische, Tschechische und Chinesische.